# Carnaval de Tlaxcala
El Carnaval de Tlaxcala es uno de los eventos folclóricos y culturales más importantes del estado mexicano de Tlaxcala. El 14 de febrero de 2013 el congreso del estado nombró este evento como Patrimonio Cultural Inmaterial del Estado de Tlaxcala.
El carnaval fue introducido por los colonizadores españoles desde el siglo XVII. De hecho, en 1699 el entonces gobernador de la Provincia, el duque de San Román, emitió un documento en el cual prohibía a los danzantes burlarse de personalidades locales y ordenó que el edicto se pregonara en los idiomas náhuatl y español. Este documento se encuentra en las oficinas del Archivo Histórico de Tlaxcala.
Las danzas y música de carnaval fueron creadas por los tlaxcaltecas a partir de la asimilación que hicieron de los bailes y música llegados de Europa entre los siglos XVI y XIX. Desde entonces han sido modificadas y adaptadas por los intérpretes, procurando no alterar demasiado su carácter original.

## Características generales de las danzas

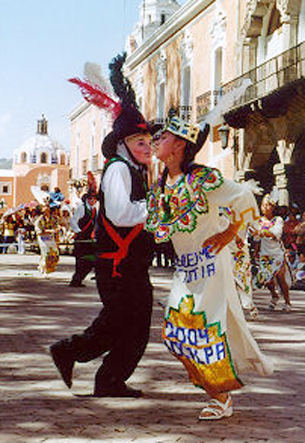
Vasario y Doncella de Papalotla.

Las danzas de carnaval se dividen en los siguientes grupos generales:
Camadas de catrines
- Tipo de vestimenta: Sombrero de copa rematado o no con un rosetón de listones con espejo al centro, capa, máscara de madera de rostro francés, evita, pantalón y sombrillas negros

- Tipo de figuras de danza: Taragotas, Cuatro estaciones o Cuadrillas rusas (por deformación "cuatro rosas") Cuadrillas Francesas y Cuadrilla de Lanceros, Cuadrillas combinadas.

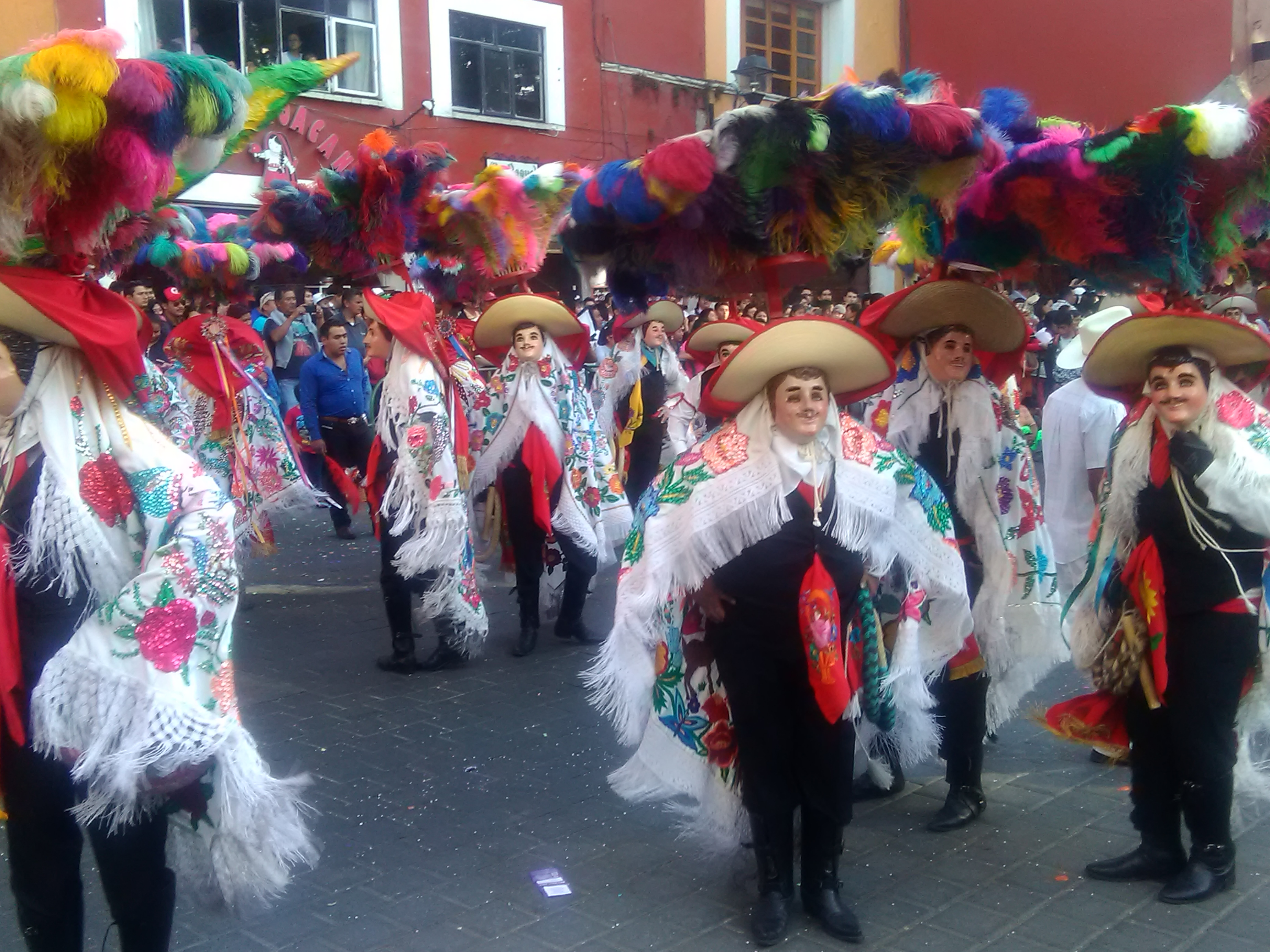
Charros de Papalotla.

Camadas estilo Yauhquemehcan de estilo antiguo
- Tipo de vestimenta: Tocado hecho con varas de huihuilán y tiras de papel de colores, camisa y pantaloncillo a la rodilla de satín multicolor, máscara de cartón y medias deportivas.

- Tipo de figuras de danza: Diversos tipos de cuadrillas mezcladas y canciones de la moda contemporánea. Danza de los cuchillos (ejecutada en Terrenate y compuesta por sones que derivan del jarabe tlaxcalteca).

Camadas estilo Yauhquemehcan estilo moderno
- Tipo de vestimenta: Penacho y espalderas (pantli) con plumas de faisán y de gallo, pechera, camisa y pantaloncillo a la rodilla de terciopelo oscuro y bordado y rematado con chaquira y lentejuela. Botas largas de piel y máscara de madera con rostro español.

- Tipo de figuras de danza: Cuadrillas Francesas, Cuadrillas de Lanceros (por deformación "danceras"). cuadrillas dobles (cuando se mezclan francesas y lanceros)

Camadas de blancos o plumeros
- Tipo de vestimenta: Capa blanca con bordados, sombrero de palma con penacho lateral de plumas de avestruz con espejo y listones multicolor en la sien, faja y máscara de madera con rostro español. En la variante Lucero se utiliza tela terciopelo, corte del vestuario y sombrero tipo andaluz rematado con plumas de avestruz.

- Tipo de figuras de danza: Cuadrillas rusas (y por deformación "cuatro rosas") o Cuatro estaciones, Cuadrilla de Lanceros, Cuadrilla de francesas, Cuadrillas mezcladas y la Jota "Madre del cordero" (danzada a manera de pavana)

Camadas tipo Totolac
- Tipo de vestimenta:

Para hombre camisa de color, ceñidor, pantaloncillo a la rodilla, huaraches, máscara de madera con rostro estilo español, sombrero de palma rematado con un espejo en la sien y cintas multicolores e hileras laterales de plumas de avestruz. El conjunto es llamado "traje de fiscal".
Para mujer blusa blanca bordada, falda hecha con tela cambaya y por tocado un rebozo doblado en la cabeza.
- Tipo de figuras de danza: La marcha, la petenera, Cuadrilla de Lanceros, son del borracho, son del cojito, la jota "Madre del Cordero" (danzada a manera de pavana) y la danza de las cintas.

Camadas de la Región Huiloapan
- Tipo de vestimenta:

Para hombre camisa blanca, chaleco y pantalón del mismo color rematados con espejos y moños respectivamente. Máscara de madera con rostro francés y sombrero negro con hileras laterales de plumas multicolores de avestruz rematados por rosetones de listón con espejo al centro.
Para mujer un vestido bordado en las orillas.
- Tipo de figuras de danza: Cuatro estaciones o Cuadrillas rusas (deformadas como "cuatro rosas") Cuadrillas francesas, Cuadrillas de Lanceros, Cuadrilla Corona de cristal.

Camadas de Charros
- Tipo de vestimenta:

Para hombre camisa blanca, pantalón blanco, chaleco negro, capa tipo mantón de manila rematada con lentejuela, máscara de rostro francés con flequillo en la frente, botas de piel rematadas con tubos del mismo material, chicote, guantes de piel, sombrero de ala ancha y redonda vestido con un paño de terciopelo y adornado con plumas multicolor que forman un penacho tipo teotihuacano y por un rosetón de listones multicolores con un espejo al centro. El significado del traje es la montaña Matlalcueitl arrojando nubes que dan lluvia en luna llena y que riega el campo haciendo brotar las flores y el arcoíris.
Los charros van acompañados de danzantes de cuadrillas llamados "Vasarios" (deformación de "vasallos") que visten pantalón y chaleco negro, camisa blanca cruzada por listones rojos, sombrero texano rematado con plumas en una lateral.
Para mujeres, vestido al estilo inicio del siglo XX.
- Tipo de figuras de danza: Los charros suelen bailar en un enorme círculo, los vasarios ejecutan cortes de Cuadrillas y sones mezclados. Danza del torito.

Chivarrudos
- Tipo de vestimenta: Cananas de piel con pelo, saco de color indistinto y camisa blanca, sombrero de ala ancha y redondo y máscara de cartón. Portan un chicote y un caballo de madera con botes colgando. pasean un torito de cartón y cohetes.

- Tipo de figuras: Versos recitados y sones de música azteca o de Huehuetl.

Camada de Huehues del Torito o Toreros de San Miguel Tenancingo
- Tipo de vestimenta:

Para hombre camisa blanca, pantalón blanco, chaleco negro, corbata, máscara de lobo echa de cartón, botas de piel rematadas con tubos del mismo material, chicote, guantes de piel, sombrero de ala ancha y redonda vestido con un paño de terciopelo y adornado con plumas, cascabeles y listones multicolores con un espejo al centro. 
- Tipo de figuras de danza: bailan la música y los mismos pasos de los charros, que suelen bailar en un enorme círculo, con cortes de Cuadrillas y sones mezclados, la diferencia era que antiguamente toreaban un torito de cartón y cohetes decían versos casa por casa haciendo referencia al arreo de ganado bovino en los campos,

## Historia
Si bien la costumbre del carnaval es de origen europeo y tiene su origen en la antigua Roma, las danzas tlaxcaltecas provienen de culturas autóctonas y los rituales en honor al dios de la lluvia Tlaloc, y su consorte, la montaña Matlalcueye. La danza de charros es un heredera directa de esta tradición siendo la más antigua practicada en el carnaval. El danzante tlaxcalteca es conocido comúnmente como "huehue" palabra apocopada de "Coyohuehue" o "Huehuecoyotl" nombre dado al dios antiguo de la danza y por antonomasia, al danzante.
Las danzas tlaxcaltecas se caracterizan por su carácter propiciatorio, es decir, son danzas de fertilidad. Estas danzas se dispersaron en el siglo XVI y XVII por las colonias tlaxcaltecas en el occidente.el bajío y el norte del país y tomó nombres como "de conquista", "matlachines", "chichimeca" o simplemente "tlaxcalteca". Su `resencia implicó el sometimiento a las culturas locales. Sin embargo para el siglo XVIII las danzas tlaxcaltecas en Tlaxcala, evolucionaron hacia los sones y jarabes (que derivaría en un solo conocido ahora como "jarabe tlaxcalteca")  y conforman las actuales Cuadrillas llamadas "Taragotas".
Para el siglo XIX, a raíz de la caída de España en manos de Napoleón Bonaparte y al afrancesamiento consecuente en este país y en lo que fueran sus colonias, el llamado "jarabe tlaxcalteca" cedería su lugar central para dar paso a las Cuadrilla Francesa, Cuadrillas de Lanceros y las Cuatro estaciones siendo estas las más comunes. 
Desde que fue introducido el carnaval y hasta los años noventa del siglo XX, el carnaval tlaxcalteca comprendía por lo general el domingo de entrada, el martes de carnaval, la octava, el remate y el quinto viernes. Sin embargo por cuestiones de las nuevas dinámicas laborales y académicas las fechas fueron extendiéndose en algunas comunidades hasta llegar a una semana después de Semana Santa. En la actualidad, debido al cambio de carácter religioso a uno civil, las camadas de los huehue están tendiendo a elaborar sus calendarios de presentación en contextos fuera del carnaval.
Las Cuadrillas suelen componerse de cinco figuras y originalmente cuatro parejas dispuestas en cruz, las ejecutaban. Su origen reside en las Country Dance inglesas que al pasar a Francia en el siglo XVII, fueron llamadas "Contradanza" de donde proviene el ballet clásico y las Cuadrillas.
Por el nacionalismo de la primera mitad del siglo XX, se difundió la versión de que el carnaval tlaxcalteca era una mofa hacia los españoles y a los franceses. alterando su sentido ritual propiciatorio y su contexto católico de la fiesta de carnestolendas.
La música del carnaval saltó del tambor conocido como "huehuetl" al salterio y guitarra sexta en tiempo de los sones y los jarabes. A mediados del siglo XX, el violín sustituyó al salterio y para los años ochenta, el sintetizador y los instrumentos de viento se consolidaron, provocando que se aceleraran las evoluciones de las Cuadrillas y se alteraran las figuras hacia la inventiva de cada generación. La inclusión de las mujeres en los años setenta del siglo XX provocó que las Cuadrillas de cuatro parejas cayeran en el abandono porque las camadas incrementaron drásticamente su número de participantes, y el número de camadas en el estado.En las dos primeras décadas del siglo XXI, las camadas han incorporado profesionales de diseño de modas y de coreografía y han ganado más espectacularidad. A pesar de que en la región sur del estado conservan el carácter ritual de la danza, la mayoría de las camadas no reconocen el mismo e incluso, su relación con la iglesia es prácticamente inexistente llevando la danza a un carácter eminentemente civil.
Otra gran historia dice que cuando los españoles tenían una gran fiesta no dejaban entrar a los indígenas lo cual ellos comenzaron a organizar sus propias fiestas pero burlándose de ellos.

## Organización
El festejo permite fortalecer las relaciones sociales en las comunidades gracias a su organización, pues todo el trabajo que se requiere para llevarlo a cabo se da de forma voluntaria y durante varias semanas en las que hombres, mujeres y niños participan en los ensayos de las diversas danzas, juntando de casa en casa el presupuesto para todos los preparativos y para pagar la música, o fabricando las prendas que usarán los danzantes durante el carnaval.
Históricamente su organización representa una forma de lucha contra la opresión social, religiosa y política infringida a los pueblos indígenas tras la colonización, misma que se sigue preservando con gran popularidad entre los habitantes de la entidad e incluso en algunas comunidades circunvecinas de Puebla. Gracias a la importancia cultural que tiene el carnaval para el estado de Tlaxcala, el 12 de febrero de 2013 fue declarado Patrimonio Cultural Inmaterial de la entidad.
Cabe resaltar, que ninguna de las personas que conforman cada camada, obtiene algún beneficio económico por participar en las danzas, ya que todo se hace dando gracias, por cada año que se realiza y se puede volver a llevar a cabo los días de carnaval. Cuando se les invita a bailar de carnaval en algunas colonias aledañas o algún pueblo cercano, la gente que los invita, muy humildemente ofrece algunos alimentos a los danzantes, como muestra de agradecimiento por haber aceptado la invitación. El último día de la llamada Semana Santa es el cierre de la temporada de carnaval.

## Características coreográficas
En el carnaval tlaxcalteca se ejecutan sones y jarabes como herencia del siglo XVIII. Sin embargo la formación generalizada se desprende de las Cuadrillas no así las entradas y salidas de las camadas que son de origen tlaxcalteca.
Las Cuadrillas dominantes son Taragotas, Cuatro estaciones o Cuatro Rosas, Cuadrillas Francesas y Cuadrillas de Lanceros ("danceras"). Actualmente ninguna camada baila la forma original de estas cuadrillas pues tendieron a mezclarlas y alterar las evoluciones.
Las Cuadrillas comprenden paseos, cadenas, ruedas, encuentros de frente, cruzados, de espaldas, filas, molinetes, balancines, todos ellos herencia de las formas canónicas de las Cuadrillas introducidas a México en el siglo XIX. Sin embargo suelen incluir hasta dieciséis parejas en las cabeceras y treinta y dos parejas en los costados lo que originan grupos de baile colocados en rectángulos que cubren un área hasta de cincuenta metros de largo.
Las Cuadrillas suelen ser bailadas en grupos de cinco figuras conociéndose el nombre a la fecha sólo de las siguientes:
- Taragotas: El pantalón, el palomo, las sombrillas, el jorobante, los enanos.

- Las cuatro estaciones o Cuatro Rosas: Las cuatro estaciones. el mundo, el engaño, la agonía, la razón.

- Los lanceros: La dorceta, la lodoiska, la nativa, las gracias, los lanceros.

- Las francesas: El pantalón, el verano, la gallina, la pastorcilla, el final.
- Las taragotas: El pantalón o primera de francesas, el palomo, las sombrillas, los enanos, el jorobado.

Se ejecutan otras danzas donde cada camada puedo o no variar su repertorio aunque en la zona de san Juan Totolac tienen el siguiente repertorio:
- Entrada: La marcha

- Cuadrillas:Cuadrilla Colonesa/La Dorceta o Primera de lanceros/Tecolote/La Lodoiska o segunda de lanceros/El palomo/La nativa o tercera de lanceros/El borracho/Las gracias o cuarta de lanceros/El cojito/Los lanceros o Quinta de lanceros-la cadena (intercalación de melodías populares o corridos revolucionarios a los lanceros).

- Las Cintas: Tejer/Destejer o las Calabazas

- La Marcha -despedida-.

- La jota "Madre del cordero" es un baile español que en Tlaxcala es ejecutada a manera de pavana. La pavana es un baile que Hernán Cortés llevó en 1528 a España para presentar aspectos de la Nueva España- La pavana simula dos aves en cortejo. A través de la jota, se ejecuta un estilo autóctono de danza que se creía perdido en nuestro país. Esta jota fue compuesta por Jerónimo Jiménez oriundo de Aragón, España en el año de 1893.

- La danza de las cintas es reconocida en el siglo XVIII por Clavijero como una danza autóctona de México y quizás sea la única danza que no ha sufrido alteraciones. En ésta se coloca un mástil de dos metros de largo que tiene más de veinte listones multicolores. Los danzantes toman un listón cada quien y lo van trenzando en círculos, entrando y saliendo hacia el mástil, hasta que ya no se pueda enredar más. Es entonces cuando danzan en un proceso reversible para destejer el mástil.

En la región de Mazatecochco se ejecutan los siguientes números:
- La marcha

- El zapateado

- Tlacametzol

- El espuelazo

- Cotoctzi

- La muerte del toro

- Xopach

- Colorín colorado

La danza de charros también tiene sones y figuras muy diversas según la región, aunque hay sones que comparten como Las líneas o Lanceros, El Cinco de Mayo, La marcha, La estrella, La muñeca (de probable origen tlaxcalteca antiguo) y la muy ancestral danza de la culebra donde los charros formas filas para repartir chicotazos en pareja aludiendo al rayo. Mientras los vasarios (vasallos) ejecutan evoluciones tipo Cuadrilla, los charros danzan en un gran círculo alrededor de los vasarios, simbolizando las nubes alrededor de los campos labrados por los campesinos. Los vasarios suelen hacer coregrafías con listones simulando tejer la tierra.
La danza de cuchillos celebrada en Terrenate, ejecuta el jarabe tlaxcalteca que contiene El Palomo, El Durazno, El cojito, El jorobante, El Tlaxcalteco o Macuil Xochitl el toro y La Petenera como sones centrales.y sus elementos coreográficos son tomados actualmente de las Cuadrillas y el estilo de baile de la contradanza.
En la región del Cerro Blanco (Huilopan, Huexoyucan, Temetzontla)  las camadas han innovado por sus evoluciones coreográficas consistentes en formaciones de cruz y molinetes. El paso base de las muchachas consiste en giros del tronco hasta de ciento veinte grados. Se han distinguido por su Cuadrilla Pilares de Cristal compuesta gebte del lugar.
En la región sur toman parte varios tipos de bailarines: las parejas de hombres y mujeres, conocidos como Vasarios y Doncellas (en el caso de Papalotla); Huehues y Muchachas (en el caso de Tepeyanco) y los hombres que bailan alrededor de éstos son denominados Charros. De estos últimos existen dos variedades: la del tipo Papalotla, el más común de la región; y la del tipo Tepeyanco, exclusivos de esa población. En algunos casos también participan hombres, disfrazados de mujeres, representando a un personaje llamado La Nana.

Mención aparte merece otra danza de esta región sureña tlaxcalteca: la danza de La Culebra. En su ejecución, los Charros y otros danzantes bailan y llevan a cabo un combate armados con látigos gruesos y largos, conocidos como cuartas, hechos con fibra de maguey. Esta danza se practica en varias comunidades, como Papalotla, Tenancingo, Mazatecochco, Tepeyanco   en otras comunidades de Tepeyanco y Acuitlapilco, donde la nombran El Palomo. Hay muchas leyendas sobre el origen de este baile. Una de ellas dice que proviene de un ritual prehispánico en honor a Tláloc, antiguo dios de la lluvia. En consecuencia el látigo representa a la culebra, símbolo del rayo y del trueno, atributos de dicha deidad. Los danzantes llevan en su mano el látigo, o culebra, al igual que lo hace Tláloc en sus representaciones precolombinas; así como se observa en un mural de la zona arqueológica de Cacaxtla, por ejemplo. La danza de La culebra, a cargo de la Camada Municipal de Papalotla, fue otra de las dos danzas seleccionadas para representar al estado de Tlaxcala en el desfile del Bicentenario de la Independencia de México en el Distrito Federal en 2010. 

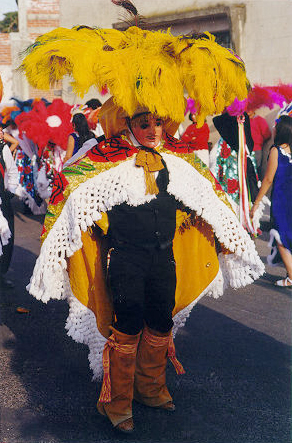
Charro de Papalotla.

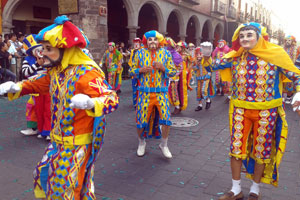
Carnaval típico de Xaloztoc

En el municipio de Xaloztoc el carnaval se festeja el domingo, lunes y martes de carnaval. En esta población existen tres camadas que recorren el pueblo de las 9 a las 18 horas. El remate de carnaval se realiza el martes entre las 17 y 19 horas en el auditorio municipal, Ahí se reúnen todas las camadas y bailan hasta las 10 horas, más o menos terminando con un baile popular en el mismo lugar. El traje típico es calzón y camisa de terciopelo, pechero dorado con motivos religiosos, tocado en la cabeza en forma de corona, castañuelas y máscara de madera. El traje imita de origen, al del soldado español del siglo XVI. El acompañamiento musical corre a cargo de una banda de música de viento, el nombre de los sones musicales ejecutados corresponden siempre a la trama de la representación conocida como la "partida de plaza", "las embajadas", "batallas largas y cortas", "lamentos ", entre otras.

### Indumentaria
El traje es carnavalesco de influencia indígena, reciben el nombre de Charros. La indumentaria es de capa con rosas multicolores bordadas de madeja y lentejuelas, pantalón negro, camisa blanca, corbata -el color cada año cambia- zapato o bota negra, cueros, cuartas, caretas, plumero (sombrero de plumas de avestruz). Los hombres del cuadro llevan pantalón, -el color es definido por los integrantes- sombrero con una o dos plumas, chaleco, zapato negro, careta, listones y corbata. Las mujeres usan vestido de color según lo definan las participantes, zapatos que combinen con el color del vestido y sombrero.
El carnaval de los Chivarrudos que se ejecuta en los municipios de Zacatelco, Quilehtla y Xicohtzinco, se caracteriza por el uso de "cuereras" de piel de chivo (con pelo) conocidas como chivarras, máscara, sombrero de palma forrado de manta y pintado de colores vistosos, un caballo de madera al cual se le agrega un cencerro o campana, el chicote o cuarta de arreo. Además el danzante complementa su atuendo con un saco, mascadas de colores y corbata. Semejando a los hombres que se desempeñaban como caballerangos en las haciendas de la región, quienes recibían al ganado vacuno en la antigua estación del ferrocarril de Quilehtla (en su época conocida por "estación Zacatelco", dado que era la población más cercana). Los chivarrudos se hacen acompañar durante la danza de un torito hecho de vara y papel cartón, adornado de papeles de colores.  Danzan alrededor del torito, ejecutando una variedad de rimas en su mayoría a doble sentido y dedicados a la gente que se encuentra de espectadora, culminando con un colorido remate donde se lleva la quema de los toritos armados con pirotecnia. La música se interpreta por teponaztle, conocido también como huehuetl (tambor prehispánico). En el municipio de Quilehtla se conserva la tradición de acudir a la antigua estación del ferrocarril a recoger a los toros y bajarlos a modo de arreo hasta la plaza principal para ejecutar "la quema", acompañados de los acordes de una banda de viento.

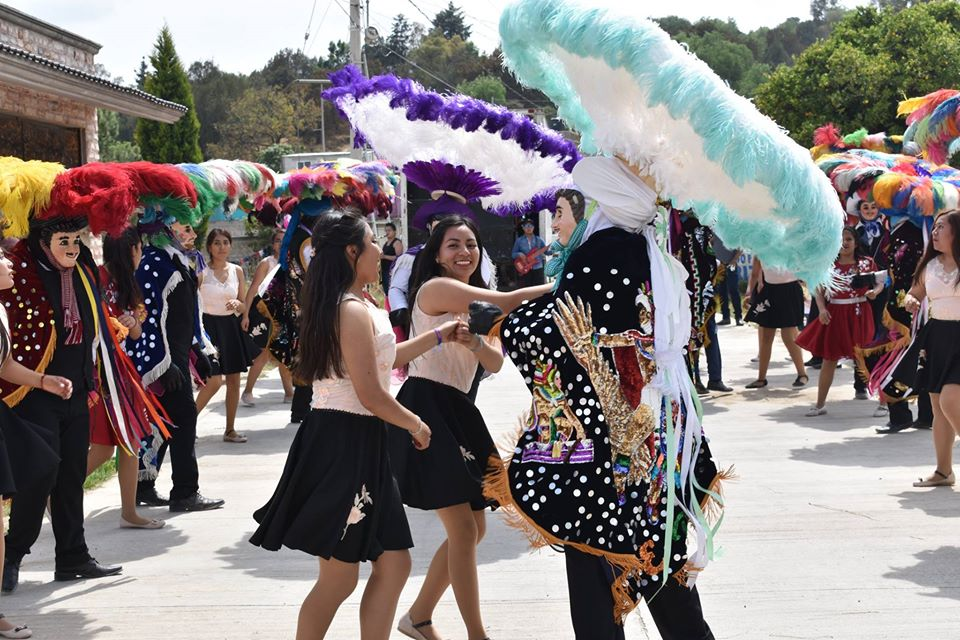
Cuadrillas ejecutadas por la Camada Amistad, de Xiloxochitla, en el municipio de Nativitas

Por otra parte, los llamados Huehues del torito o toreros de San Miguel Tenancingo reúnen elementos del charro de La culebra y los del chivarrudo. Además portan máscaras distintas a las de otros huehues. Bailan haciendo referencia al arreo de ganado bovino en los campos, al ritmo de un huehuetl al cual también llaman teponaztle. Una particularidad de estos danzantes es la pronunciación de versos cómicos durante sus actuaciones (excepto los toreros de Tenancingo que no llevan teponaztle). 

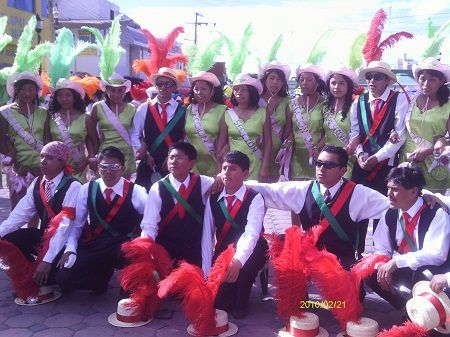
Cuadrilla Sección Segunda, Tenancingo Tlaxcala 2010.

En las comunidades de Amaxac de Guerrero, Contla de Juan Cuamatzi, Santa Cruz Tlaxcala, Panotla y varias más, se realizan las danzas de cuadrillas Francesas, "Danceros"Cuatro estaciones y Taragotas; aunque en Panotla es más popular la de Taragotas, mismas que se distinguen por la interpretación de sones o números en grupos de 2 a 5 por cada cuadrilla. Los danzantes son conocidos como Catrines o Levitas debido al abrigo largo como a la usanza prerrevolucionaria en México propia de extranjeros principalmente europeos, el sombrero de copa o sorbete de pelo de camello y la sombrilla que usan simulando la forma de vestir de la burguesía más unas castañuelas rememorando lo hispano y para no dejar dudas una máscara en diversos materiales principalmente madera lacada con exagerados rasgos europeos, todo esto de finales del siglo XIX y principios del XX. En cada una de estas poblaciones, como en muchas otras de Tlaxcala, se elige a una reina del carnaval y se realiza un desfile en el que participan todos los grupos de danzantes. En la comunidad de Contla de Juan Cuamatzi existen un total de 28 camadas las cuales participan ejecutando algunas de las danzas ya mencionadas. Por la cantidad de camadas participantes es considerado uno de los carnavales más importantes del estado.
En los poblados del norte de Tlaxcala como Toluca de Guadalupe y circunvecinos se realizan las danzas de Taragotas, Los Cuchillos y El Ahorcado. Su música es interpretada por un violín y una guitarra. En estos bailes solamente participan hombres, quienes, durante los días que dura la celebración, emplean verbos y adjetivos contrarios a los que corresponderían en una conversación habitual. Por ejemplo, arriba significa abajo y dormir, despertar. Las máscaras utilizadas por los bailarines son diferentes a las de otros huehues. También destaca la interpretación de la pieza de Los Cuchillos. Pues un par de danzantes ejecutan diversos pasos con cuchillos atados arriba de sus respectivos tobillos.

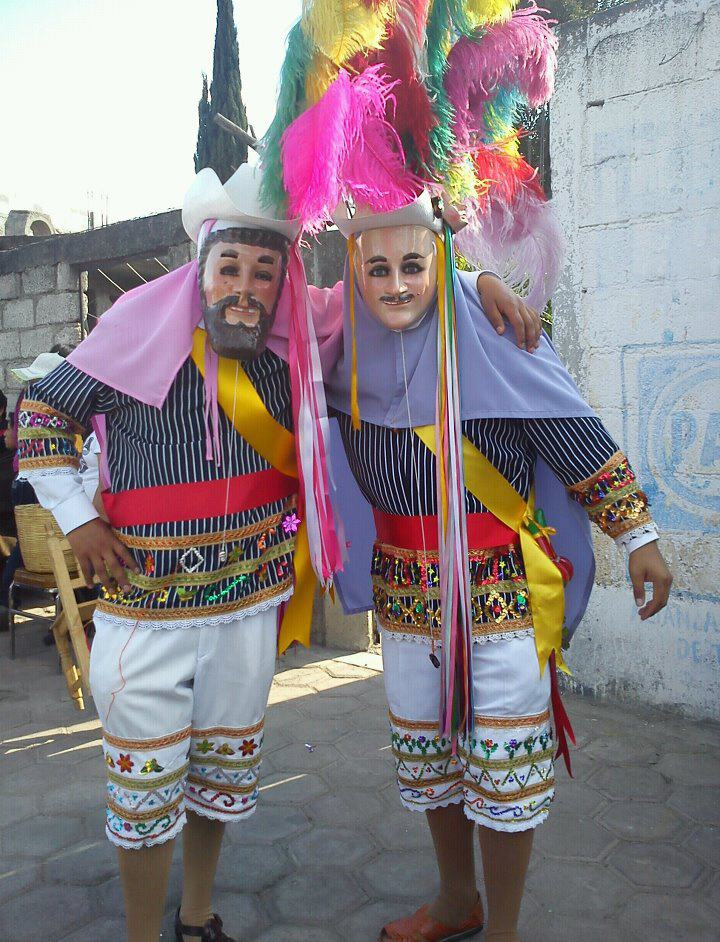
Huehues De San Juan Totolac Barrio De "Santa María De Las Nieves"

En el municipio de San Juan Totolac, se practican las cuadrillas de Taragotas, La Jota y Las Cintas o La Vara, algunas incluyen en la marcha de entrada la representación de La Canasta. Existe una gran cantidad de vestuarios para los danzantes, sin embargo en sus inicios era representado solo por hombres quienes hacían el papel de hombres y mujeres adecuando su vestuario al estilo burgués del siglo XVIII y XIX, con el paso del tiempo se permite participar a las mujeres y el vestuario de los huehues del municipio de Totolac evoluciona y se adecua al actual. El cual tiene en común para la vestimenta de los hombres, un sombrero con plumas de avestruz multicolores, una capa llamada gazné, la máscara de madera tallada y castañuelas. Y para las mujeres, una falda plisada muy amplia y blusa de estilo otomí de San Juan Ixtenco. Mujeres y hombres calzan huaraches, como homenaje a la raza indígena precursora del Carnaval en Tlaxcala. El estilo de bailes y atuendos de San Juan Totolac ha sido adoptado por diversos municipios y comunidades del estado.
Las danzas de los hueuhes de San Juan Totolac, han sido representadas en diversos sitios de interés de talla internacional. Tales como el Auditorio Nacional, el Museo Nacional de Antropología (México) y el Museo Nacional de Culturas Populares de la Ciudad de México, y en el Festival Internacional Cervantino de Guanajuato; así como dos participaciones en el programa TV De Noche.
En la danza de La Jota originaria de San Juan Totolac, se hace la representación de una pareja cortejándose, ya que quienes la interpretan se van buscando con la mirada. Mientras que el hombre se va inclinando hacia adelante haciendo reverencias o caravanas a su amada con el sombrero. En tanto que la mujer va inclinándose ligeramente hacia atrás buscando el rostro de su amado. Finalmente simulan darse un beso.
La danza de Las Cintas o La Vara, ha sido adoptada no solo por municipios y comunidades del estado de Tlaxcala. Ya que ésta se ha representado en festivales de otros estados de la república. Su simbolismo es el siguiente: La parte superior del mástil o vara representa el sol que da energía a las plantas y frutos representadas por la cintas de colores. Las 12 parejas que tejen y destejen las cintas en círculos encontrados representan los doce meses del año en el cual existe producción agrícola en el territorio nacional. Finalmente, las mismas doce parejas son formadas por 24 personas, las cuales representan las veinticuatro horas del día.

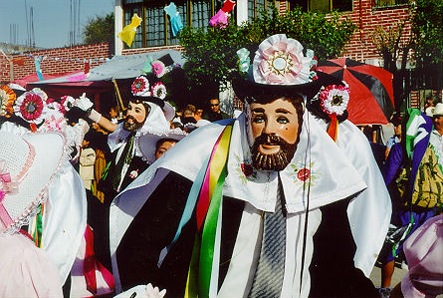
Catrines de Panotla.

Dentro de este tipo de danzas, el pueblo de San Jorge Tezoquipan, cercano a Panotla, posee unas cuadrillas con coreografía y música únicas en el estado. Además la organización y presentación del grupo de bailarines es muy parecida a la que se llevaba a cabo hasta la primera mitad del siglo XX en todo Tlaxcala. Ya que la mitad de los danzantes toman el rol femenino. Pues, siendo danzas de carácter satírico, antiguamente se consideraba que las mujeres no se darían a respetar ante la comunidad si participaban en ellas. Pero este modo de pensar se modificó a partir de la segunda mitad del siglo XX.
En algunas colonias de la ciudad de Puebla se llevan a cabo danzas carnavalescas similares a las del sur de Tlaxcala. Esto se debe a que, según un estudio de la antropóloga estadounidense Nancy Churchill, una familia de carboneros procedentes de la población tlaxcalteca de San Pablo del Monte se mudó, en la década de 1930, a la colonia de El Alto y difundieron la tradición de las danzas de carnaval de su comunidad. Desde entonces el carnaval de Tlaxcala se realiza en la ciudad de Puebla.

## Libertades creativas
La indumentaria del Carnaval conserva en Tlaxcala una tradición de largo tiempo en la mayor parte de los lugares donde esta fiesta se celebra. Existen sin embargo, algunas otras vertientes sobre todo en relación con la indumentaria que tienen una relación directa con aquellos que la confeccionan. En San Francisco Atexcatzingo, por ejemplo, el diseño del vestuario de una de las camadas quedó en manos de un joven diseñador gráfico, Omar López Muñoz, quien sin cambiar el estilo general de las prendas, recurrió a elementos de culturas prehispánicas para llenar de color y otro significado a la danza. La camada mencionada, llevó a cabo entonces una danza que combinaba un ritual prehispánico, con las cuadrillas que se tocan tradicionalmente en estos eventos, dando a su comunidad un espectáculo que tenía tradición y un impacto visual diferente al acostumbrado.

### Desfile de Contla de Juan Cuamatzi

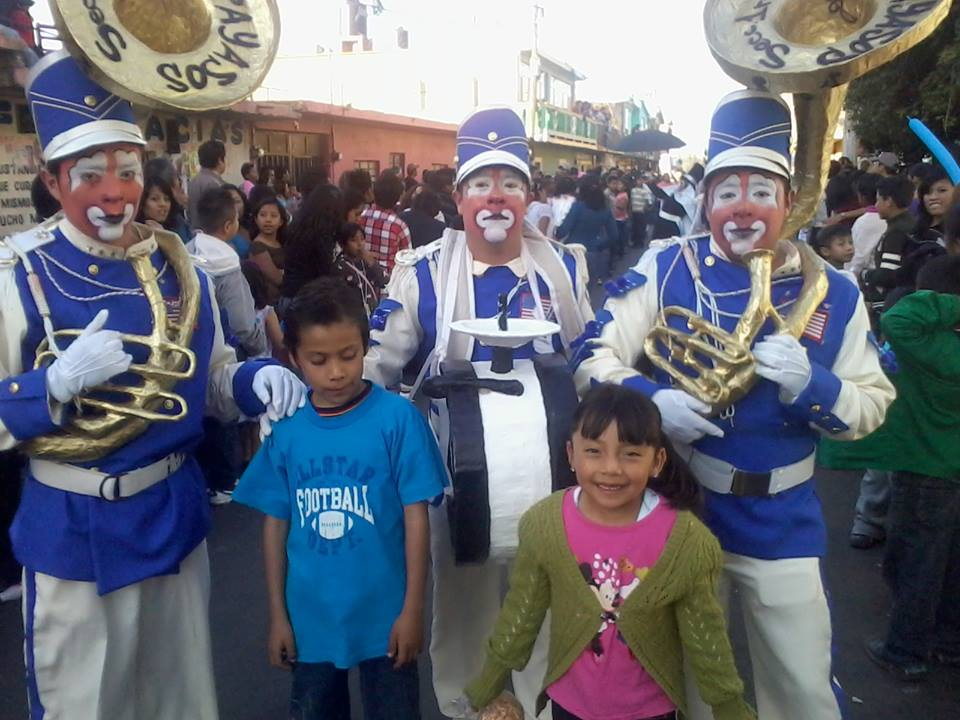
Desfile de Contla de Juan Cuamatzi, Tlaxcala

Se realiza durante tres días en que participan 25 camadas (22 de catrines, 2 de payasos y la camada tradicional en la que participan hombres vestidos de mujeres y catrines, adicional como Exhibición 3 camadas de catrines Infantiles  ), bailando 4 diferentes danzas que son: francesas, 4 estaciones, lanceros y taragotas. El concurso se realiza el fin de semana previo (sábado, domingo y lunes) al miércoles de ceniza, culminando con el desfile el día martes. Al cierre del carnaval todas las camadas bailan en la plaza principal para ser observadas por cientos de visitantes.

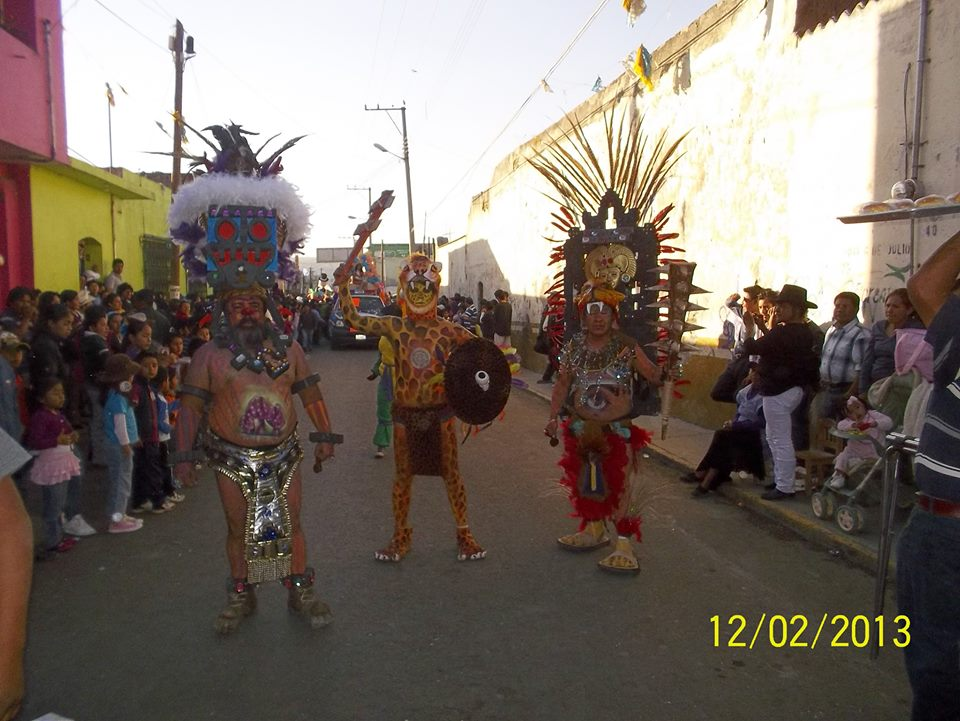
Desfile de Contla de Juan Cuamatzi, Tlaxcala

### Carnaval deSanta Ana Chiautempan
En el municipio de Chiautempan los festejos del Carnaval son muy relevantes. Existen diversas "camadas" de "huehues" que ejecutan las danzas de carnaval durante varios días en todo el municipio, mismas que destacan por su tradición y arraigo popular. Uno de los bailes que se da de forma particular en este municipio es el de la "Jota", cuyo grado de dificultad sólo permite ser ejecutado por una pareja que es seleccionada y entrenada con mucho cuidado.
El traje típico está formado por un paño en la cabeza llamado Gaznet,  además de un sombrero con plumas de diferentes colores, dependiendo de la camada a la que representa el danzante. Cada camada tiene su propia vestimenta. La tradicional representación del "ahorcado" se realiza como remate del carnaval, y se trata de un popular desfile realizado por las principales calles de la ciudad, en tono satírico, donde se representan diferentes funcionarios y figuras de la vida pública de la región al ritmo de la música. Existen Diferentes camadas de Chiautempan, entre las que destacan las siguientes: Chiautempan, Lucero, Zeltzin, Flor de Chiautempan, Juvenil Generación 2000 de Muñoztla, Juvenil Cuahuixmatlac, Auténtica de Santa Cruz Guadalupe, Camada Metztitlán de San Rafael Tepatlaxco y la camada juvenil de ixcotla.

### Carnaval de San Francisco Atexcatzingo
El día de ayer, autoridades del municipio de Tetla de la Solidaridad presentaron el Encuentro de Camadas, del Canaval Tetla 2018, que se llevará a cabo el próximo 10 de marzo en la Plaza de las Américas del municipio.
Dicho evento comenzará  a partir de las 10:00 horas con el Desfile de Carnaval y a las 12:15 horas se hará la coronación de la Reina de Carnaval, Rosa Pérez García, dando por inaugurado el evento.  Así mismo se dará el encuentro de camadas desde las 12:45 hasta las 19:45, dando por concluido el evento con la Sonora Dinamita a las 21:00 horas.
En representación del Presidente Municipal, Erika González agradeció el apoyo del gobierno estatal y destacó que se realizó una inversión aproximada de 250 mil pesos para tal encuentro.
Tetla invita a conocer su carnaval y las nuevas tradiciones que pueden ofrecer Foto: Cámara Oscura // Melisa Ortega
Tetla invita a conocer su carnaval y las nuevas tradiciones que pueden ofrecer Foto: Cámara Oscura // Melisa Ortega
“El esplendor de Atexcatzinco”
Originarios de San Francisco Atexcatzinco, la camada  “In Tlanextli Atexcatzinco” (que significa  el esplendor de Atexcatzinco), busca hacer un carnaval único en el estado, con indumentarias, vestimentas y estilos diferentes.
Los dos arcos. Pareja de la Camada In Tlanextli Atexcatzinco. Foto: Melisa Ortega // Cámara Oscura
Los dos arcos. Pareja de la Camada In Tlanextli Atexcatzinco. Foto: Melisa Ortega // Cámara Oscura
Uriel López Muñoz, en entrevista, comentó que la camada está compuesta 48 parejas, el baile en cuadrilla puede durar de dos a tres horas.
Su estilo suele ser confundido con el del municipio de Yahuquemehcan, el inconfundible “guerrero” con sus penachos, pero sus trajes poseen características diferentes. Ellos ya no manejan las típicas máscaras de españoles barbados, utilizan máscaras de tipo prehispánico con trajes que demuestren la mezcolanza entre las culturas mexicana y española.
Detalle del traje, figura de ojo.  Camada In Tlanextli Atexcatzinco. Foto: Melisa Ortega // Cámara Oscura
Detalle del traje, figura de ojo. Camada In Tlanextli Atexcatzinco. Foto: Melisa Ortega // Cámara Oscura

Ellos mismos realizan sus vestuarios, entre Uriel y su esposa, Elvia Elizalde, pueden demorar  varios días y noches de desvelo para poder terminar una prenda, dependiendo del color, su talla o su forma y material. Les puede tomar de un mes a dos elaborar un solo traje.
>>>  Capacitarán a personal del Zoológico de Tlaxcala en manejo de fauna silvestre
Los adornos de una camada normal pueden estar compuestos de piedras, arrocillo, canutillo y lentejuela, pero ellos le añaden pequeños distintivos como cuencas de madera.
Tetla invita a conocer su carnaval y las nuevas tradiciones que pueden ofrecer
Frente a los murales. Pareja de la camada a In Tlanextli Atexcatzinco. Foto: Melisa Ortega // Cámara Oscura
Sus botas también son elaboradas a mano, con piel de ternera con corte en barbas, parecido a una bota “apache”, los penachos están adornados con plumas de faisán y gallo.
Omar López Muñoz es el artesano encargado de hacer lo que ellos llaman “arcos”, que son las monturas en donde son colocados los penachos. Él como comenta se ha encargado de elaborar la mayoría de los penachos para Yahuquemehcan, Matlalohcan y otras camadas.
Uriel comenta que sería difícil competir con camadas reconocidas a nivel nacional como lo son las del municipio de Yahuquemehcan, por ello decidieron darle un pequeño giro en cuanto a la forma y el estilo, para que sea reconocida la comunidad de Atexcatzinco.
Trajeros y huehue guerrero de Tetla. Foto: Cámara Oscura // Jesús Alvarado
Trajeros y huehue guerrero de Tetla. Foto: Cámara Oscura // Jesús Alvarado
Entre sus camadas no hay edad para poder bailar, se pueden encontrar desde jóvenes adolescentes, incluso adultos de más de 50 años.
Detalle de lentejuela en traje de bailarina. Camada In Tlanextli Atexcatzinco. Foto: Cámara Oscura // Melisa Ortega 
Detalle de lentejuela en traje de bailarina. Camada In Tlanextli Atexcatzinco. Foto: Cámara Oscura // Melisa Ortega

Se puede añadir que entre sus filas se encuentran profesionistas como médicos, abogados, fisiatras, incluso hasta albañiles, que a pesar de ejercer sus profesiones no dejan de lado su amor por la festividad y conjugan sus tiempos para poder participar en ella. Pueden realizar alrededor de once bailes en sus presentaciones.
Haciendo honor a los ancestros. Camada In Tlanextli Atexcatzinco.  Cámara Oscura // Jesús Alvarado 
Haciendo honor a los ancestros. Camada In Tlanextli Atexcatzinco. Cámara Oscura // Jesús Alvarado
Detalle de máscara.  Camada In Tlanextli Atexcatzinco.  Cámara Oscura // Jesús Alvarado 
Detalle de máscara. Camada In Tlanextli Atexcatzinco. Cámara Oscura // Jesús Alvarado

Los trajes que ellos visten son meramente artesanales, el costo de su elaboración proviene de sus bolsillos y de su trabajo realizándolos, pero se estima que al menos por un penacho como el de Uriel estaría costando 70 mil pesos.
Ellos esperan tener impacto entre la sociedad y hacer que su carnaval sea distinto del resto, además de que se le dé más importancia a hacer que su entidad sobresalga gracias al esfuerzo de sus habitantes, pero a pesar de ellos, no han recibido el apoyo que desearían, ni siquiera por parte de su propio municipio.
>>>  Continúan abiertas convocatorias de apoyo agrícola: Sefoa

Detalle de piedras y adornos. Camada In Tlanextli Atexcatzinco.  Cámara Oscura // Melisa Ortega
Detalle de piedras y adornos. Camada In Tlanextli Atexcatzinco. Cámara Oscura // Melisa Ortega
Cuando realizan una presentación no cobran por ella, pero si piden ayuda en cuanto a la cuestión del transporte, comida y música.
Esperan recibir apoyo del estado para poder llevar su carnaval a otros estados de la república, incluso llegar a otros países como lo han hecho otras camadas. A pesar de que han sido criticados por sus paisanos por romper con el estilo tradicional, pretenden demostrar en Tlaxcala que sí son un poco similares a los del municipio vecino, pero que también son diferentes, con una identidad propia y un estilo único.
Detalle pechera Camada In Tlanextli Atexcatzinco.  Cámara Oscura // Melisa Ortega
Detalle pechera Camada In Tlanextli Atexcatzinco. Cámara Oscura // Melisa Ortega

Elvia Elizalde, Uriel López Muñoz, Antonio López Sotero y Rosi Pérez, Reina del Carnaval 2018, hicieron la invitación a visitar el municipio de Tetla y presenciar el remate de carnaval que se llevará a cabo el 11 de marzo.